# Geoffrey Bache Smith
Œuvres principales
- A Spring Harvest (1918)

Compléments
- Membre du T.C.B.S.

Geoffrey Bache Smith (18 octobre 1894 - 3 décembre 1916) est un poète anglais. C'est un ami proche de l'écrivain J. R. R. Tolkien, membre de la Tea Club Barrovian Society (TCBS) avec Rob Gilson, Christopher Wiseman et Tolkien. 
Étudiant à Birmingham et à Oxford, il écrit plusieurs essais de poésie pendant ses études, qu'il partage avec ses amis, les membres du TCBS. 
Engagé dans la Première Guerre mondiale comme tous ses amis, il meurt après la bataille de la Somme. Ses poèmes sont publiés à titre posthume par Tolkien, désireux de faire connaître son ami, qui écrira la préface.

## Biographie
Geoffrey Smith est né le 18 octobre 1894. Ses parents sont des commerçants originaires de la campagne anglaise. Il a un frère. Il étudie à la King Edward's School de Birmingham, où il montre des dispositions pour la littérature. En 1912, il obtient une History Exhibition au Corpus Christi College d'Oxford, où il s'installe au mois d'octobre de la même année, pour y poursuivre ses études.
Geoffrey rencontre J. R. R. Tolkien et ses amis à l'école King Edward's , Rob Gilson et Christopher Wiseman. Membre de la Tea Club Barrovian Society ou T. C. B. S., les quatre amis prennent le surnom des quatre immortels. Smith devient l'un des amis les plus proches de Tolkien, et c'est probablement l'intérêt de Smith pour la littérature moderne qui a influencé les débuts poétiques de Tolkien. Geoffrey Smith montre une grande curiosité littéraire et s'intéresse à des auteurs récents tels que William Butler Yeats qu'aux ballades du Moyen âge ou aux récits du Mabinogion. Geoffrey Smith forme le projet de consacrer sa vie à la littérature.
La guerre éclate alors que Geoffrey Smith est encore étudiant à Oxford. Elle bouleverse ses projets et il rejoint l'Oxford Officer's Training Corps (O.T.C.), le corps de formation d'officiers de l'université d'Oxford. Les amis du TCBS se réunissent pour la dernière fois chez Wiseman au début des vacances de Noël de 1915, réunion que Tolkien appelle plus tard dans sa correspondance le "conseil de Londres". Ils forment alors un projet esthétique commun : ils espèrent, après la guerre, lutter contre la décadence morale que subit alors l'Angleterre à leurs yeux et travailler à réveiller chez leurs lecteurs « l'amour de la réelle et vraie beauté », grâce aux œuvres qu'ils pensent pouvoir écrire, chacun de son mieux. Geoffrey Smith rejoint le 19e bataillon des fusiliers du Lancashire et est envoyé en France en novembre 1915. Son corps d'armée est durement éprouvé par l'hiver de 1915 et se trouve au plus fort des combats au début de l'année 1916. Cela ne l'empêche pas de publier un poème, "Songs of the Downs", dans la revue Oxford Poetry, le 1er décembre 1915 ; Tolkien publie lui aussi un poème, "Goblin Feet", dans le même numéro. Après les avancées faites sur la Somme, Geoffrey Smith est nommé officier de l'Intelligence, puis adjudant.
À la suite du décès de Robert Gilson, le 1er juillet 1916, Geoffrey Smith écrit à Tolkien pour l'inciter à faire perdurer le TCBS, dont il évoque les buts avec une esthétique fortement empreinte de religiosité. Quelques jours plus tard, le 6 juillet, il arrive à Bouzincourt, où se trouve Tolkien. Pendant les jours qui suivent, ils parlent aussi souvent qu'ils le peuvent, discutant de poésie, de la guerre et du futur ; Tolkien en garde un vif souvenir après la guerre.
Un an plus tard, au lendemain de la bataille de la Somme, Smith opère comme adjudant pour le bataillon qui campe près du village de Souastre. Le 29 novembre 1916, le bataillon est bombardé et Smith est touché par un éclat d'obus. La blessure est légère au début, mais elle gangrène. Le 2 décembre, ses blessures au bras droit sont considérées comme préoccupantes et à 3 h 30 le lendemain matin, il décède. Il est enterré au cimetière Warlincourt Halte. Peu de temps après, le frère de Geoffrey est tué en Mésopotamie.
De retour du front, Tolkien convainc la mère de Smith de publier les poèmes écrits par son fils. Tolkien écrit une préface pour son ami et publie une compilation de plusieurs poèmes de Smith, intitulée A Spring Harvest (Une récolte de printemps), en 1918.

## Citation
Au cours des premiers mois de 1916, Geoffrey Smith écrit à Tolkien en l'incitant à faire perdurer leur association d'amis et à poursuivre la tâche que le groupe s'est assigné si jamais Geoffrey lui-même devait ne jamais revenir de la guerre :
« Mon cher John Ronald, 
ma principale consolation, c'est que si je me fais descendre cette nuit, il restera un membre éminent du T.C.B.S. pour exprimer ce dont j'ai rêvé et ce sur quoi nous nous sommes tous accordés. La mort d'un de ses membres ne peut, j'en suis convaincu, dissoudre le T.C.B.S.
La mort peut nous rendre détestable et impuissant en tant qu'individu, mais elle ne peut mettre fin aux quatre immortels.
Que Dieu te bénisse mon cher John Ronald, et puisses-tu dire ce que j'ai tenté de dire longtemps après que je ne serai plus là pour le dire. »

## Postérité
Smith ne s'est fait connaître qu'après sa mort, par l'intermédiaire de son meilleur ami, J. R. R. Tolkien, devenu célèbre pour ses romans Le Hobbit et Le Seigneur des anneaux. Son amitié a fortement influencé Tolkien, surtout après son décès. Ce n'est qu'après avoir publié A Spring Harvest que Tolkien s'est lancé dans l'écriture de Le Hobbit, achevé en 1937. 

### Au cinéma
Smith a une place importante dans le biopic de Dome Karukoski sorti en 2019, Tolkien, qui porte sur la jeunesse de Tolkien, de son enfance jusqu'à l'écriture de Le Hobbit. Le rôle de Smith est interprété par l'acteur britannique Anthony Boyle.

### En bande dessinée
La bande dessinée Tolkien. Éclairer les ténèbres de Will Duraffourg et Giancarlo Caracuzzo, parue chez Soleil en 2019, relate la jeunesse de Tolkien et donne une large place à ses amis du TCBS. Elle évoque longuement G. B. Smith et contient des traductions de plusieurs passages de ses poèmes.

### Recueil des poèmes de Smith
- (en) Geoffrey Bache Smith, A Spring Harvest. Poems, Londres, Erskine Macdonald, 1918.

### Autres éditions des écrits de G. B. Smith
- (en) A. St. John Adcock (1920), For remembrance: soldier poets who have fallen in the war, Londres, Hodder and Stoughton, 1920 (édition révisée et augmentée), chapitre 5. (Contient des extraits des poèmes "A Preface for a Tale I never Told", "We who have Bowed Ourselves to Time", and "Anglia Valida in Senectute".) [lire en ligne]
- (en) Mark Atheton, There and back again : J R R Tolkien and the origins of the Hobbit, Londres/New York, I.B. Tauris, 2012.  (ISBN 1780762461) (L'ouvrage propose, dans son premier appendice, un choix de poèmes de Geoffrey Bache Smith.)
- (en) Frederic W. Ziv (éd.), The Valiant Muse: An Anthology of Poems by Poets Killed in the World War, Putnam’s Sons, 1936. (Contient le poème de G. B. Smith The Burial of Sophocles.)

### Études et utilitaires
- Anderson, Douglas A., “Smith, Geoffrey Bache (1894–1916)”, dans Michael D.C. Drout (éd.), J.R.R. Tolkien Encyclopedia: Scholarship and Critical Assessment, New York, Routledge, 2006, p.  617–618.
- (en) John Garth, Tolkien et la Grande Guerre, Paris, Christian Bourgois éditeur, 2014 (Tolkien and the Great War, HarperCollins, 2003).
- (en) Malcolm Graham, Oxford in the Great War, Pen & Sword Military Ltd, 2014.
- Isabelle Pantin, "TCBS", dans Vincent Ferré (dir.), Dictionnaire Tolkien, Paris, CNRS Éditions, coll. « CNRS Dictionnaires », 2012, 670 p.  (ISBN 978-2-271-07504-8)
- (en) Scull, Christina and Wayne G. Hammond, "Smith, Geoffrey Bache", The J.R.R. Tolkien Companion and Guide, Volume 2 : Reader’s Guide, Boston, Houghton Mifflin, 2006, p. 938–42.
- (en) Kris Swank, « The Poetry of Geoffrey Bache Smith with Special Note of Tolkienian Contexts », Journal of Tolkien Research, vol. 12, no 2,‎ 2021, p. 1-24 (lire en ligne).